# Eucomis
Eucomis es un  género de plantas herbáceas, perennes y bulbosas  perteneciente a la subfamilia de las escilóideas dentro de las asparagáceas. Comprende 10 especies originarias de África.   

## Descripción
Son plantas bulbosas perennes con rosetas basales de las hojas con  tallos cubiertos de flores en forma de estrella, similares a los de la piña.

## Taxonomía
El género fue descrito por Charles Louis L'Héritier de Brutelle  y publicado en Sertum Anglicum 17. 1788[1789]. La especie tipo es: Eucomis regia (L.) L'Hér. 

## Listado de especies
Las especies de Eucomis son:
- Eucomis autumnalis (Mill.) Chitt.
- Eucomis bicolor Baker
- Eucomis comosa (Houtt.) Wehrh.
- Eucomis humilis Baker
- Eucomis montana Compton
- Eucomis pallidiflora Baker
- Eucomis regia (L.) L'Hér.
- Eucomis schijffii Reyneke
- Eucomis vandermerwei I.Verd.
- Eucomis zambesiaca Baker